# Irkir
Irkir (en rus: Иркир) és un poble de l'óblast de Sakhalín, a Rússia, el 2013 tenia 86 habitants. Pertany al districte municipal de Tímovskoie.